# Михайлов, Николай Петрович (геолог)
Николай Петрович Михайлов (1912—1978) — советский учёный-геолог и палеонтолог, командир партизанских отрядов во время Великой отечественной войны.

## Биография
Родился в 1912 году[уточнить] в крестьянской семье.
Учился в средней школе в городе Саратове.
В 1936 году окончил Саратовский государственный университет, где получил специальность геолога-стратиграфа.
Работал на разведке и поисках полезных ископаемых.
В 1939 году поступил в аспирантуру ИГН АН СССР в Москве.

### Боец-партизан
В 1941 году добровольцем ушел на фронт; ему присвоили воинское звание младшего лейтенанта и назначили командиром стрелкового взвода.
В октябре 1941 года был тяжело ранен в боях в Орловской области, вместе со всем госпиталем попал в плен. В феврале 1942 года раненые из госпиталя были освобождены партизанами из отряда А. Н. Сабурова.
C 1942—1944 годах участвовал в партизанской борьбе на Украине и в Люблинском воеводстве Польши. В партизанском отряде был назначен командиром взвода разведки, затем помощником начальника одного из партизанских отрядов им. 24-й годовщины Красной Армии, затем начальником штаба всего соединения. Был командиром партизанских отрядов, а затем комиссаром соединения партизанских отрядов им. С. М. Буденного. 
Ему было присвоено воинское звание майор. Дважды был серьёзно ранен и получил контузию, которая тяжело отразилась впоследствии на его здоровье.
В 1945 году работал по восстановлению предприятий в Киеве. По вызову президиума АН СССР был откомандирован в Москву для завершения прерванной аспирантуры в Институте геологических наук АН СССР.

### Вклад в науку
В 1949 году защитил кандидатскую диссертацию.
В 1957 году он был назначен на должность старшего научного сотрудника в ГИН АН СССР.
Признанный специалист по стратиграфии мезозойских отложений и аммонитовым фаунам юры и мела. Его исследования Сибири и Русской платформы стали важным звеном в решении проблемы разработки общей зональной шкалы юрской системы, в особенности с необходимыми для поисковых работ на нефть и газ.
Автор более 40 научных отчётов и публикаций.
Скончался в 1978 году[уточнить].

## Награды
- 1944 — Орден Красного Знамени[3]
- 1944 — Орден Красной Звезды[4]
- 1944 — Орден Красного Знамени[5]
- 1944 — Орден «Крест Грюнвальда» — Польша.
- 1945 — Орден Богдана Хмельницкого II степени[6]
- 1945 — Медаль «Партизану Отечественной войны»
- 1946 — Орден Отечественной войны II степени[7].

## Публикации
Автор книг:
- Михайлов Н. П. Бореальные юрские аммониты (Dorsoplanitinae) и зональное расчленение волжского яруса. М.: Наука, 1966. 118 с. (серия: Труды ГИН АН СССР; Вып. 151).

Редактор книг:
- Аркелл B. Юрские отложения земного шара / Перевод с английского. М.: Иностранная литература, 1961. 803 с.
- Пергамент А. М. Иноцерамы и стратиграфия мела Тихоокеанской области. М.: Издательство АН СССР, 1965. 100 с. (Труды ГИН АН СССР; Вып. 118).